# Oliarus propior
Oliarus propior är en insektsart som beskrevs av Fowler 1904. Oliarus propior ingår i släktet Oliarus och familjen kilstritar. Inga underarter finns listade i Catalogue of Life.